# 松蔭大学観光メディア文化学部
松蔭大学観光メディア文化学部（しょういんだいがくかんこうメディアぶんかがくぶ）とは松蔭大学に置かれる大学の学部の一つである。

## 概要
観光系学科の観光文化学科と、メディア研究/メディア学系のメディア情報文化学科を設置している。
観光文化学科は、観光を文化として捉えて 教育研究することを目的としている。観光立国推進基本法の施行などにより観光学系学問への注目が集まっていることなどから、観光産業等の担い手の育成に力を入れている。また経営学、政策学、地域学・地域研究をはじめ、これからの観光産業に欠かせない外国語を利用したコミュニケーションスキルの取得にも力を入れている。メディア情報文化学科は文理融合型のカリキュラムを採用し、情報技術、メディア配信技術、AI、データサイエンスといった技術を学びつつ、デジタル社会について技術面からの理解だけではなく、その技術を社会に活かすための文系としての知識、つまり社会学、人文科学、人口学、経営学、観光学、国際政治経済学、公共政策の視点からの講義を開講し、それらを同時に学ぶカリキュラムとし、デジタル技術と文系の知識の両者を備えた人材育成を目指している。

## 沿革
2000年 - 松蔭女子大学が開学。
2009年 - 観光文化学部観光文化学科を設置。
2013年 - 観光文化学部を観光メディア文化学部に改称し、メディア情報文化学科を増設。

## 組織
観光文化メディア学部
- 観光文化学科
- メディア情報文化学科